# Giresunspor
El Giresun Spor Klübü es un club de fútbol turco de la ciudad de Giresun. Fue fundado en 1925 y A partir de la temporada 2024-25 jugara en la TFF Segunda División, la tercera categoría de Turquía.

## Datos del club
- Temporadas en 1ª: 6
- Temporadas en 2ª: 20